# Кени Далглиш
Кенет Матисон Далглиш (енгл. Kenneth Mathieson Dalglish; Глазгов, 4. март 1951) бивши је шкотски фудбалер. Након играчке каријере ради као фудбалски тренер.

## Биографија
Играо је на позицији нападача. За шкотски Селтик је играо од 1969. до 1977 и постигао 112 голова на 204 наступа. Каријеру је наставио у енглеском Ливерпулу, где је остао до 1990. године. Постигао је 118 голова у 355 наступа. Освојио је три титуле првака Европе у дресу „редса” (1978, 1981, 1984). Током каријере играча је добио мноштво награда и трофеја. Од 1985. био је тренер и играч Ливерпула. По одласку из Ливерпула, наставио је тренерску каријеру у Блекберн роверсу, а потом и у Њукасл јунајтеду, да би касније постао спортски директор Селтика.
За фудбалску репрезентацију Шкотске је дебитовао 1971. године. Држи рекорде по броју наступа (102) и по постигнутим головима (30) за репрезентацију Шкотске. Био је учесник на три Светска првенства 1974, 1978 и 1982. године.